# Clovis (Marte)

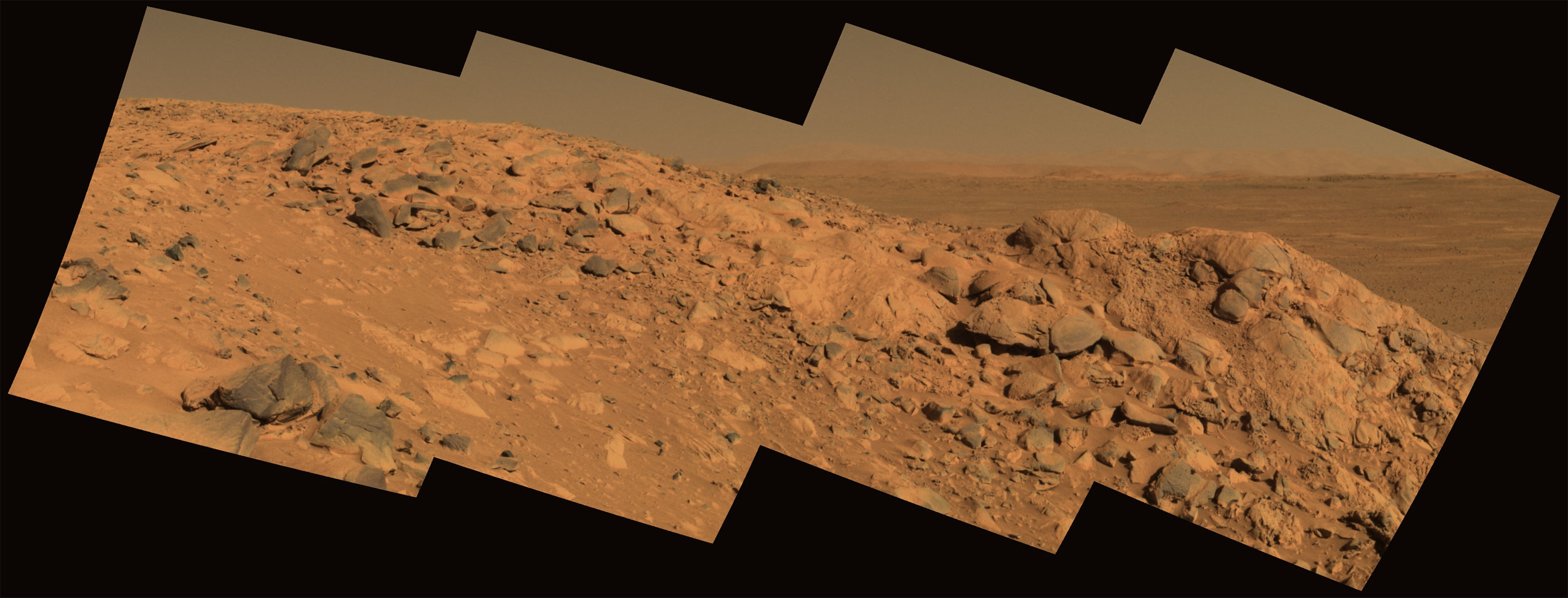
Imagen del afloramento rocoso Longhorn donde la roca Clovis fue encontrada.

Clovis es una estudiada roca de la superficie del planeta Marte, situada en la colina Husband, colina perteneciente a las Columbia, dentro del cráter Gusev. Dicha roca se encuentra localizada en el afloramiento rocoso denominado Longhorn. Este afloramiento fue hallado en el día marciano 210, es decir, el 5 de agosto de 2004.

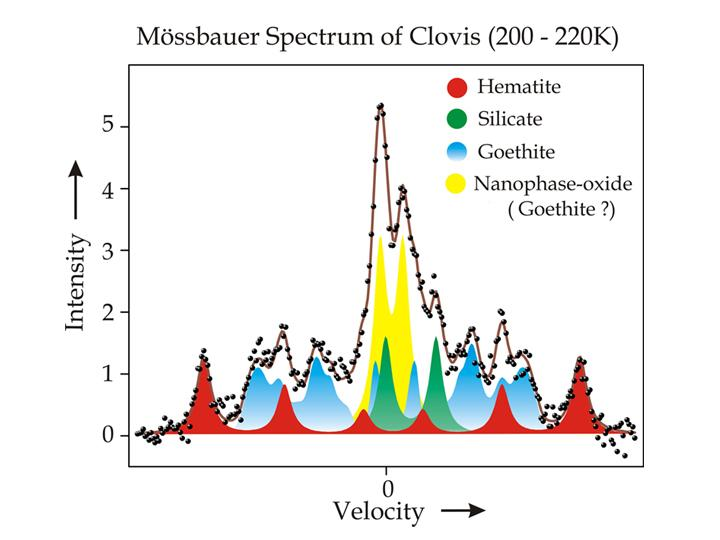
Resultado del espectrómetro Moessbauer en la roca Clovis.

Lo que llamó la atención de los científicos hacia el afloramiento rocoso era el hecho de tener una apariencia redondeada, sin los habituales cantos y líneas rectas de las demás rocas basálticas y volcánicas que cubren el suelo del cráter Gusev.
Inicialmente fueron hechos siete agujeros de abrasión sobre la roca, quedando con la forma semejante a las argollas olímpicas, para ser analizados por el espectrómetro de rayos X.
Posteriormente el vehículo Spirit efectuó un agujero de 9 mm de profundidad durante el día 216 de su llegada a Marte (14 de agosto de 2004).

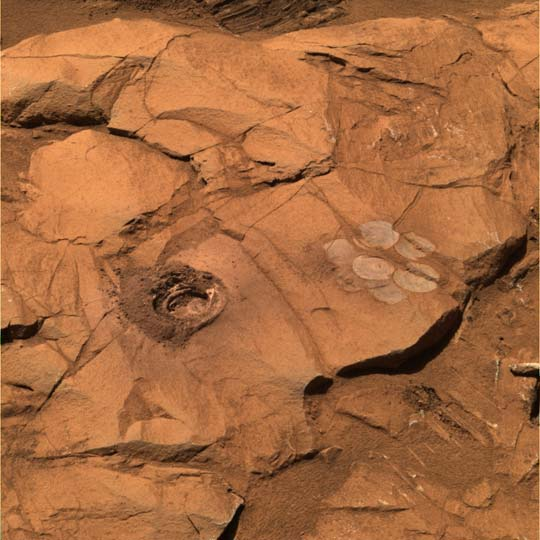
Imagen de la roca metamórfica denominada de Clovis.

Los científicos utilizaron el espectrómetro Moessbauer y el espectrómetro de partículas de rayos X para analizar el interior del agujero de esta roca, compuesta de un mineral de hierro denominado goetita, para determinar su composición química. 
El análisis químico del interior del agujero reveló una alta concentración de azufre, bromo y cloro comparado con las demás rocas basálticas o volcánicas. 
Ello puede indicar que la roca Clovis fue químicamente alterada, y que algún fluido había discurrido por aquel depósito rocoso.
Este afloramiento rocoso está situado algo por encima del punto denominado West Spur, a 37 metros de altura de la base de la colina o 55 metros del punto de amartizaje del Spirit.
- Datos: Q8346981